# Kirkwall
Kirkwall är den största orten och residensstad på Orkneyöarna norr om Skottlands fastland. Folkmängden uppgår till cirka 7 000 invånare. Staden nämndes första gången i Sagan om Orkneyöarna år 1046. Det var den första bosättningen för Rögnvald II, jarl av Orkneyöarna, som mördades av sin efterföljare Thorfinn. År 1486 höjde Jakob III av Skottland Kirkwalls status till kunglig burgh. Namnet Kirkwall kommer från det fornnordiska namnet Kirkjuvagr som betyder Kyrkoviken, som senare förvandlades till Kirkvoe och så Kirkwaa på engelska. Engelska kartografer tog waa som scots wa som betyder "mur" (wall).
Kirkwall ligger på den norra kusten av Mainland, och har en hamn med färjor till de flesta andra öarna i ögruppen. I hjärtat av staden ligger Sankt Magnuskatedralen som kan ses från långt avstånd. Den fick sitt namn efter Magnus Erlendsson, jarl av Orkneyöarna från 1108 till 1117. I närheten av katedralen finns ruiner från den tidigare biskopens och jarlens slott.
Staden har två museer, ett som innehåller saker av lokalhistoriskt intresse och det andra, mindre, som kallas Wireless Museum som tillhandahåller saker om radio och ljudupptagning.
En av huvudhändelserna i staden är Ba Game som hålls den 25 december och 1 januari mellan 'Uppies' och 'Donnies' – två lag som representerar varsin del av staden.